# Cosquerova jeskyně
Cosquerova jeskyně je jeskyně ve Francii vyzdobená prehistorickými malbami a reliéfy. Nachází se v masivu mysu Morgiou v blízkosti města Marseille. Vstup do ní byl stoupající hladinou moří v průběhu tisíciletí zatopen. Nyní se nachází 37 metrů pod hladinou Středozemního moře a byl objeven v roce 1985 instruktorem potápění Henrim Cosquerem.

## Fakta o jeskyni

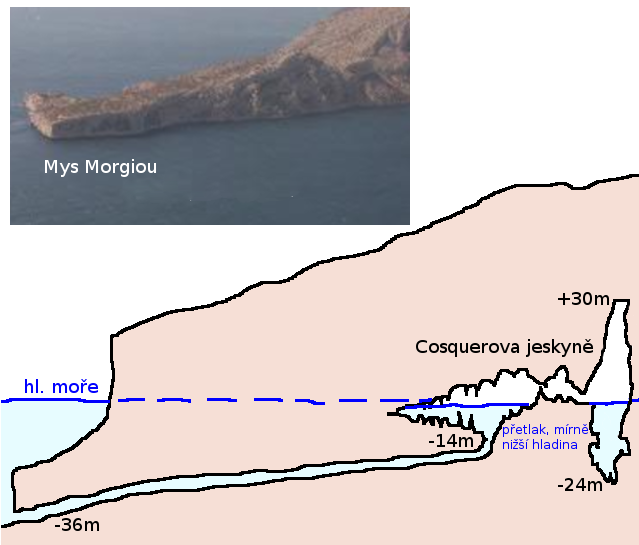
Vstupní chodba a výškový profil Cosquerovy jeskyně.

Přístup do jeskyně je přes tunel dlouhý 175 metrů, jehož vstup se nachází 37 metrů pod mořskou hladinou. Vstup je zabezpečen nerezovou mříží a v půlkilometrovém okruhu je zákaz potápění. Jeskyně je archeologicky významná tím, že se uvnitř nachází množství maleb a reliéfů z mladého paleolitu (odpovídajícím dvěma obdobím osídlení, před 27 000 a 19 000 lety). V té době byla hladina oceánů o 110 až 120 metrů níže než v současnosti a pobřeží Středozemního moře bylo vzdáleno několik kilometrů.
Nástěnné malby vyobrazují zvířata jako koně, kozy, také však lidskou ruku a mořská zvířata.
V jeskyni je, ve srovnání s okolní atmosférou, přetlak, který udržuje nástěnné malby nad vodou.